# Chronologie de l'affaire Borrel
Le texte peut changer fréquemment, n’est peut-être pas à jour et peut manquer de recul. 
Le titre et la description de l'acte concerné reposent sur la qualification juridique retenue lors de la rédaction de l'article et peuvent évoluer en même temps que celle-ci.
 (septembre 2017).
Ceci est une chronologie de l'affaire Borrel.

## 1995
- Âgé de 40 ans, le procureur Bernard Borrel en poste au Tribunal de Lisieux, Calvados, obtient fin 1993 un poste de magistrat pour une mission de coopération à Djibouti. Sa lettre de mission est claire : il doit corriger le code de procédure pénale, le code pénal, l'adapter à la nouvelle jurisprudence française et conseiller le Ministre de la Justice de Djibouti, Moumin Bahdon Farah[1].

- 18 octobre 1995 : Bernard Borrel retire de sa banque l'équivalent de 7 700 euros en francs djiboutiens qu'il laisse à son domicile de Djibouti, avec au moins deux lettres qui l'accompagnent..

Selon les pompistes de la station d'essence Mobil dans le centre-ville de Djibouti, vers 17 h, le magistrat Borrel se ravitaille en essence qu'il se fait servir dans un jerrican lui appartenant. Le récipient est retrouvé sur les lieux de la découverte du corps. Les trois pompistes de la station confirment que Bernard Borrel est sorti de sa voiture pour se munir du jerrican, mais un seul d'entre eux témoigne de la présence d'une autre personne, un européen, dans la voiture.
- 19 octobre 1995 : Le corps du magistrat Bernard Borrel est retrouvé à demi-calciné dans la région du Goubet-Al Karab, à 80 km de Djibouti-ville par deux gendarmes français de la prévôté (gendarmerie) d'Arta lors d'une patrouille hebdomadaire. Intrigués par la présence d'un véhicule inoccupé, visible depuis la route, ils découvrent quelques moments plus tard, le corps calciné de Bernard Borrel en contrebas de la route. L'heure de la découverte consignée dans la procédure est 7 h 20. Selon des éléments recueillis en juin 2007 par la juge Sophie Clément, plusieurs responsables de l'armée française étaient au courant dès 5 h 30. Le Chef d'état-major de l'époque, le colonel Sartre, tout comme un officier de renseignement de la DPSD - renvoyé en France pour indiscipline-, déclarent que l'armée française savait dès cette heure qu'il s'agissait du corps de Bernard Borrel. La juge a donc décidé de demander la levée du secret-défense concernant des documents relatifs au mouvement des troupes françaises. [2] qui ne donnera rien.

Le jour de son départ vers la France, Madame Elisabeth Borrel est interrogée par les gendarmes djiboutiens chargés de l'enquête, et nie avoir trouvé l'argent et les lettres. En effet, les enquêteurs djiboutiens avaient retrouvé la trace du retrait inhabituel en liquide, le dernier acte administratif entrepris par le magistrat de son vivant. Madame Borrel demande aux autres membres de la communauté française interrogés par la police djiboutienne, de ne pas parler de l'argent, ni des lettres. Elle avoue à l'ami de la famille, avoir fait « un faux criminel ».
Le 4 novembre 1995, le corps de Bernard Borrel est rapatrié en France, avec la réquisition des autorités djiboutiennes d'y être autopsié. Le certificat de décès, signé par le médecin militaire français, Hubert Trillat, comporte aussi la mention manuscrite « que les causes exactes de la mort soient déterminées ». Malgré ces deux réquisitions, le corps du juge Bernard Borrel est inhumé dans le cimetière familial à Frouzins, Haute-Garonne, dans la banlieue proche de Toulouse.
- Février 1996 : L’enquête djiboutienne conclut au suicide, malgré des éléments incohérents et l'absence d'autopsie. Le juge aurait enlevé son short, se serait aspergé d’essence, aurait jeté le jerrican, puis se serait immolé avant de dévaler une pente à pic. Il se serait écroulé plusieurs mètres en contrebas, après avoir marché pieds nus sur des rochers dit-on escarpés, sans cependant s’abîmer la plante des pieds.

- Décembre 1995 : Ouverture d'une information judiciaire à Toulouse pour « recherches des causes de la mort ».

## 1996
- 6 février 1996 : Ordonnance d'autopsie et commission rogatoire internationale de la juge Myriam Viargues du Tribunal de Toulouse.

- 15 février : le corps de Bernard Borrel est exhumé du caveau familial et une autopsie est pratiquée à l'hôpital de Rangueil, à Toulouse par les Drs Telmon et Alengrin.

Selon leurs conclusions, transmises un an après, les causes de la mort sont l'asphyxie causée par les brûlures, mais ne trouvent pas de suies dans le larynx, ni dans la trachée. Le corps est en état de putréfaction avancée. Ils ne constatent aucune fracture du rachis cervical, ni hématomes au cerveau. Ils constatent au moins une plaie à la jambe gauche, qu'ils qualifient de post-mortem. Et ils s'étonnent de l'extension des brûlures sur les mains, qu'ils jugent incompatibles avec une auto aspersion, même si l'intensité des brûlures, à la tête et le thorax, le sont. 
- 8 août : les autorités djiboutiennes sont saisies de la commission rogatoire de la juge de Toulouse qui demande la transmission de la totalité du dossier d'instruction djiboutien. Celui-ci sera réuni par le procureur de la République et transmis aux autorités françaises. Pour des raisons peu claires, le dossier ne sera jamais obtenu, ou que partiellement par la juge Viargues. Les photos faites par les gendarmes français et djiboutiens sur les lieux montrant la disposition du corps de Bernard Borrel, ainsi que ses blessures, étaient capitales pour les médecins légistes. C'est la raison pour laquelle les résultats de l'autopsie de Toulouse mettront un an à être communiqués.

## 1997
- 8 juillet 1997 : Une étude médico-légale privée franco-suisse menée par le docteur Mangin de l’Institut De Criminologie de Lausanne.
- affirme que le rapport d’autopsie de Toulouse est « truffé d’erreurs et de contradictions ». Madame Borrel consulte à titre privé, un expert de médecine légale de Bordeaux, enseignant à l'École nationale de la magistrature. Elle lui demande  d'étudier le rapport d'autopsie de Toulouse. Le professeur Lazarini constate en premier lieu qu'au vu de l'état de putréfaction du corps, les techniques utilisées par les légistes ont été les bonnes et l'autopsie bien menée.

Il constate néanmoins une contradiction évidente entre les causes de la mort par asphyxie et l'absence de suie dans les voies respiratoires.
- 31 octobre 1997 : Le dossier Borrel est dépaysé à Paris. En novembre 1999, l'instruction pour le chef d'assassinat est confiée à Marie-Paule Moracchini, un pilier de l'instruction parisienne, bientôt associée à Roger Le Loire. Ce dernier avait travaillé sur un autre dossier franco-djiboutien, l’attentat du Café de Paris de 1990, pour lequel il avait eu à traiter en 1994 avec Bernard Borrel. Mme Moracchini saisit la Brigade anti-terroriste de la Brigade criminelle et lance une commission rogatoire aux autorités djiboutiennes. Elle souhaite reconstituer l'emploi du temps du magistrat Borrel avant la découverte du corps, entendre tous les témoins de son entourage privé et professionnel, entendre les trois pompistes et identifier la personne de race blanche qui aurait été vue en sa compagnie lorsqu'il s'est fait servir de l'essence dans son jerrican.

## 1999
- Mars 1999 : Premier déplacement à Djibouti des juges Marie-Paule Moracchini et Roger Le Loire dans le cadre d’une commission rogatoire internationale.

- Septembre 1999 : Rapport de la brigade criminelle qui note que « (...) l’hypothèse de l’assassinat ne peut, à ce jour, être sérieusement retenue ».

- Décembre 1999 : Un ex-membre de la garde présidentielle djiboutienne réfugié à Bruxelles, Mohamed Saleh Alhoumekani, affirme avoir entendu, le jour de la mort de Borrel, cinq hommes déclarer à l’actuel président djiboutien Ismaël Omar Guelleh, alors directeur de cabinet de son prédécesseur, que le « juge fouineur est mort et qu’il n’y a pas de trace ».

## 2000
- Mars 2000 : Reconstitution à Djibouti. Un rapport médico-légal français conclut au suicide.

- Avril 2000 : Le rapport médico-légal de la directrice de l'Institut Médico-Légal de Paris, le professeur Dominique Lecomte, confirme la thèse du suicide. Madame Lecomte avait récupéré à Djibouti une série de photographies qui s'avèreront capitales à l'instruction, mais curieusement ignorées. Elles avaient été prises lors de la mise en bière du corps de Bernard Borrel, la veille de son rapatriement en France. Elle explique l'absence de suie dans les poumons par le vent qui souffle en permanence au lieu de la découverte du corps du magistrat, provoquant une combustion à l'arrière de la tête de Bernard Borrel et laissant ainsi échapper les suies.

- Juin 2000 : Les juges Marie Paule Moracchini et Roger Le Loire refusent d’accorder la contre-expertise demandée par le Syndicat de la magistrature (SM), l'Union syndicale des magistrats (USM) et Élisabeth Borrel, épouse de Bernard Borrel et magistrate à Toulouse. Les deux juges sont désaisis de l’affaire par la chambre d'accusation de Paris. Un nouveau juge d’instruction est désigné, Jean-Baptiste Parlos.

## 2002
- Juin 2002 : Deuxième exhumation du corps. Les expertises jugent en novembre 2002 le suicide « peu plausible ».

- Septembre 2002 : Ali Iftin, supérieur hiérarchique de Mohamed Saleh Aloumekani, déclare que les services secrets djiboutiens l’ont obligé à fournir un témoignage hostile à Aloumekani.

- 19 novembre 2002 : Plainte d'Elisabeth Borrel pour « subornation de témoin » après les révélations d'Ali Iftin, ancien officier djiboutien, affirmant que Hassan Saïd, chef des services secrets djiboutiens, l'a obligé à mentir.

## 2004
- 29 mars 2004 : Le ministère de la Défense transmet à la justice douze notes de la DGSE. L'une d'elles, datée du 21 janvier 2000, fait état de deux témoignages affirmant que l'entourage du président Guelleh a ordonné l'assassinat.

- Mai 2004 : Le porte-parole du ministère des Affaires étrangères, Hervé Ladsous, annonce qu’une copie du dossier Borrel sera prochainement remise à la justice djiboutienne. L’Élysée et le ministère des Affaires étrangères ne croient pas à l’assassinat. « Nous sommes persuadés qu’il s’agit d’un suicide. Quand je dis nous, je veux dire l’exécutif », déclare un conseiller.

- 20 octobre 2004 : La justice de Djibouti réclame la communication du dossier français. Premier refus le 8 février 2005.

## 2005
- Début 2005 : le gouvernement français  livre à la juge Sophie Clément deux feuillets de documents secrets sur l'affaire, tout en gardant la confidentialité sur une quarantaine de feuillets. Une nouvelle demande pourrait être formulée par la magistrate pendant l'été 2006.

- 7 janvier 2005 : La cour d'appel de Versailles ordonne l'audition d'Hassan Saïd et sa confrontation avec Ali Itfin.

- 17 mai 2005 : La justice française convoque vainement comme témoin le président Ismaël Omar Guelleh.

- Juin 2005 : La justice française refuse de transmettre une copie de son dossier à la justice djiboutienne, considérant que cela comporte des risques pour son enquête. Nouveau changement de juge, l'affaire est désormais instruite par la juge Sophie Clément.

- 19 octobre 2005 : Les avocats d’Elisabeth Borrel évoquent une possible piste liée à un trafic de produits chimiques dangereux et de substances radioactives. Une liste manuscrite de produits chimiques, notamment de l’uranium enrichi, a été retrouvée dans les affaires personnelles de Bernard Borrel, quelques semaines après sa disparition.

## 2006
- Mars 2006 : Ouverture d'une information judiciaire contre un diplomate du ministère des Affaires étrangères, pour « pressions sur la justice » : il avait promis de transmettre le dossier à Djibouti.

- 21 juin 2006 : dans un rapport rendu public, le docteur Olivier Pascal, expert auprès de la Cour de cassation, déclare avoir découvert des empreintes génétiques masculines sur les vêtements du juge[3],[4], accréditant ainsi la thèse d'un transport de corps post-mortem, et donc celle d'un assassinat. Ces empreintes génétiques pourraient appartenir aux assassins de Bernard Borrel. Elles ont été découvertes sur le short retrouvé près du corps du magistrat. Mais ce short manipulé par les OPJ français puis djiboutiens pendant les 10 années de l'instruction, pourrait très bien avoir été contaminé, ce que la juge ne vérifie pas. Le scellé du short est retrouvé par des officiers de la Brigade criminelle de Paris dans la salle des scellés du Palais de justice de Djibouti, près d'une importante prise de cannabis. Des traces de haschich sont retrouvées au cours de cette même expertise.

- 28 juin 2006 : Des empreintes génétiques qui pourraient appartenir aux assassins du juge Borrel, sont découvertes sur le short du magistrat.

- 12 août 2006 : Les juges sont saisis sur une plainte d’Élisabeth Borrel, qui reproche à l’État français d’avoir communiqué des éléments du dossier relatif à la mort de son mari, instruit par la juge Sophie Clément.

- Fin septembre 2006 : la cour d'appel de Versailles ordonne la diffusion de mandats d'arrêt contre le procureur de la République Djama Souleiman et Hassan Saïd, le chef des services secrets de Djibouti pour une éventuelle « subornation de témoins ». Parallèlement, la juge d'instruction Sophie Clément transmet au procureur de la République de Paris une demande de réquisition concernant la délivrance de deux mandats d'arrêt visant les principaux suspects de l'assassinat du juge Bernard Borrel, Awalleh Guelleh et Hamouda Hassan Adouani.

- 1er octobre 2006 : Mandats d'arrêt contre le procureur de la République Djama Souleiman et Hassan Saïd, pour une éventuelle « subornation de témoin ».

- Octobre 2006 : Dans son livre Un juge assassiné (Flammarion), Élisabeth Borrel est convaincue que son mari a été sacrifié au nom de la raison d’État. Elle pense que son mari en savait trop sur l’attentat du Café de Paris du 27 septembre 1990. Visant la communauté française de Djibouti, ses auteurs auraient agi sur ordre d’Ismaël Omar Guelleh. « Mon mari pensait qu’il était le commanditaire », assure Mme Borrel.

- 19 octobre 2006 : Émission de mandats d'arrêt français visant Awalleh Guelleh et Hamouda Hassan Adouani, deux repris de justice soupçonnés d'être les exécutants. Le juge d'instruction veut comparer leur ADN aux empreintes génétiques trouvées sur le short du juge.

- Fin 2006 : Près de 200 personnalités, parmi lesquelles Ségolène Royal, estiment que « tout a été tenté pour maquiller ce crime en suicide ». « J’ai défendu l’ancien ministre de la justice, Moumin Bahdon », explique le député PS Arnaud Montebourg. « Il m’a toujours dit que Bernard Borrel connaissait des choses embarrassantes. On a tout fait pour entraver l’enquête, au nom d’une vieille complaisance pour le régime djiboutien. »

## 2007
- 14 février 2007 : le juge d'instruction demande à entendre comme témoin le président Ismail Omar Guelleh qui doit participer au sommet Afrique-France à Cannes, le 16 février 2007. Le ministère français de la Justice précise toutefois qu'en raison de son « immunité », il « ne peut être contraint de témoigner ».

- 20 avril 2007 : la section de recherches de la gendarmerie refuse de participer aux perquisitions effectuées aux ministères des affaires étrangères et de la justice, les 19 et 20 avril, « compte tenu du contexte politique actuel de période électorale ». Les deux juges soulignent, elles, dans leur commission rogatoire, « l’urgence tenant au risque de dépérissement des preuves ». Les situations de changement politique peuvent en effet entraîner des destructions d’archives.

- 2 mai 2007 : entre les deux tours de l'élection présidentielle, les juges tentent une perquisition au palais de l'Élysée mais les gendarmes leur en interdisent l’accès au nom de la séparation des pouvoirs. Elles requièrent en vain l’autorité du gouverneur militaire de Paris. Les juges voulaient en particulier perquisitionner le bureau de Michel de Bonnecorse, conseiller de Jacques Chirac à l'Élysée pour l'Afrique, et la cellule « Afrique ».

- 6 mai 2007 : Le Journal du dimanche publie le récit par les juges de l'échec de la perquisition à l'Élysée.

13 mai 2007 : CG, un ressortissant français, incarcéré depuis octobre par les autorités judiciaires djiboutiennes, affirme détenir des informations sur la mort du juge Borrel. Le comité de soutien de madame Borrel fait connaître l'existence de ce témoin et demande à la juge Sophie Clément de l'entendre. La juge ne l'entendra pas, sans doute parce que CG est emprisonné pour des faits de pédophilie et qu'il n'était pas à Djibouti lors de la mort du juge Borrel.[réf. nécessaire]
- 3 juin 2007 :  L'affaire Borrel est évoquée sur Canal+ dans l'émission Lundi investigation, qui relate les pressions pour accréditer le suicide du juge Borrel exercées auprès de militaires français par des gradés. Un nouveau mobile est envisagé par le journaliste Bernard Nicolas : le trafic d'uranium.

- 6 juin 2007 : parution d'un article très documenté dans Paris Match évoquant le suicide du juge Borrel.

- 10 juin 2007 : l'auteur de l'article de Paris Match est interviewé par Europe 1. La veille de la diffusion, la direction d'Europe 1 est sommée par les avocats de madame Borrel d'y renoncer. Jean-Pierre Elkabbach et son directeur de l'information ne cèdent pas, mais accordent la parole à la veuve au journal de 19 heures.

- 11 juin 2007 : des documents, saisis au Quai d'Orsay en mai, et communiqués par la partie civile à la presse via l'AFP, suggèrent un soutien du président Chirac à son homologue de Djibouti pour accéder au dossier judiciaire de la mort du juge, dans lequel des responsables djiboutiens sont mis en cause.

- 13 juin 2007 : appel de madame Borrel au nouveau président de la République pour faire respecter l'indépendance de la justice.

- 16 juin 2007 : Hamouda Hassan Adouani, le ressortissant tunisien en liberté, contre lequel la juge Sophie Clément a lancé un mandat d'arrêt international, est entendu par le doyen des juges d'instruction à Tunis. Un prélèvement ADN, ordonné par la magistrate française, est effectué. Adouani nie toute implication dans la mort de Bernard Borrel. Le bâtonnier Wabat, son avocat à Djibouti lors de son procès pour un attentat pro-palestinien à Djibouti - pour lequel il a été condamné à perpétuité, puis gracié après 14 ans de prison -, nomme William Bourdon du barreau de Paris pour le défendre en France. Après avoir accepté, il renonce à le défendre à la demande de l'association Survie.

- 18 juin 2007 : une note diplomatique de l'ambassadeur de France à Djibouti, datée du 24 janvier 2005, est rendue publique par l'AFP. Elle suggère que Djibouti a demandé en 2005 la mise à l'écart d'un journaliste de RFI travaillant sur le dossier Borrel. Le journaliste s'est vu progressivement retirée la couverture du dossier à partir d'octobre 2005 avant de quitter définitivement l'entreprise en mai 2007. « Pourquoi RFI laisse-t-elle systématiquement l'un de ses journalistes attaquer Djibouti et son président à l'antenne ? », interroge le ministre des Affaires étrangères djiboutien, Ali Abdi Farah, cité dans cette note. « Tout cela est connu et se répète à longueur de temps. On sait, vous savez que ce journaliste de RFI, toujours le même, prend systématiquement fait et cause pour la veuve Borrel. Ne pouvez-vous demander à RFI, et obtenir, qu'il ne s'occupe plus de Djibouti ? », demande le ministre. La direction de RFI a démenti toute pression[5].

- 19 juin 2007 : La veuve du juge, Élisabeth Borrel, est reçue à l'Élysée par le président Nicolas Sarkozy. Une entrevue à l'issue de laquelle elle s'est dite « réconciliée avec son pays ». Élisabeth Borrel a regretté de n'avoir été reçue par « aucun ministre, aucun garde des Sceaux auparavant, dans une affaire qui concerne pourtant l'assassinat d'un magistrat ».

- 19 juin 2007 : L'origine criminelle de la mort du juge Borrel est confirmée par le procureur de la République de Paris, Jean-Claude Marin. « Les expertises anthropologiques, médico-légales et de police scientifique concluent à l'existence de lésions osseuses sur le crâne et sur l'avant-bras gauche faites à l'aide d'un objet contondant, et à la découverte de deux produits inflammables de nature distincte versés sur le corps. Elles précisent que Bernard Borrel était couché sur le sol lorsque les liquides ont été répandus sur sa personne de manière aléatoire » a précisé le parquet de Paris[6].

- 27 juin 2007 : Le témoignage d'un ex-membre du renseignement militaire français est recueilli par la juge Sophie Clément. Selon ses sources et celle d'un autre officier dont il cite le nom, « le ministre de la justice (djiboutien), Moumin Badon Farah, avait chargé M. Borrel de constituer un dossier sur l'ensemble des trafics auxquels Ismaël Omar Guelleh (IOG) était mêlé ». « Il s'agissait d'avoir des arguments pour écarter IOG de la course au pouvoir ». IOG était alors l'un des candidats au pouvoir pour succéder à son oncle, le président Hassan Gouled Aptidon, dont il était chef de cabinet. « Il y avait des menaces graves du fait de luttes de pouvoir pour la présidence. C'étaient des batailles de clans », a indiqué l'officier. Ses informations viennent « d'environ quatre-vingts personnes » et que « cette diversité permet de recouper les informations ». L'officier en question se contredira dans une interview dans Le Figaro.[réf. nécessaire] Il apparait impossible que le ministre de la Justice avec qui le juge Borrel ne s'entendait pas, ait pu lui confier une telle mission, ni qu'il ait dévié de sa mission sans en parler à son supérieur hiérarchique, Jean Jacques Mouline[7],[8].

- 9 juillet 2007 : Le Figaro fait état d'éléments recueillis en juin 2007 par la juge Sophie Clément selon lesquels plusieurs responsables de l'armée française étaient au courant dès 5h30 du matin de la mort de Bernard Borrel. Le chef d'état-major des forces françaises stationnées à Djibouti, Patrice Sartre, comme l'attaché de défense auprès de l'ambassade de France, le colonel Godron, savaient dès 5-6 heures que le corps sans vie de Bernard Borrel avait été retrouvé. La juge a donc décidé de demander la levée du secret-défense concernant des documents relatifs au mouvement des troupes françaises à Djibouti. Officiellement, le corps du juge Bernard Borrel est retrouvé à demi-calciné dans la région du Goubet, à 80 km de Djibouti-ville par deux gendarmes français de la prévôté (gendarmerie) d'Arta en patrouille. Intrigués par la présence d'un véhicule inoccupé, ils avaient découvert le corps calciné du juge en contrebas de la route. L'heure de la découverte consignée dans la procédure est 7h20. Ces documents ne donneront rien[9],[10].

- 10 juillet 2007 : Les juges d'instruction Fabienne Pous et Michèle Ganascia perquisitionnent dans deux résidences de Michel de Bonnecorse, ancien conseiller de Jacques Chirac à l'Élysée pour l'Afrique. Les magistrates ont saisi notamment son carnet personnel. Le 2 mai 2007, elles avaient tenté de perquisitionner son bureau à l'Élysée et la cellule « Afrique », mais la présidence leur en avait refusé l'accès en invoquant la séparation des pouvoirs.

- 3 août 2007 : La Commission consultative du secret de la défense nationale (CCSDN) a rendu un avis favorable sur la déclassification par le ministère de la défense de plusieurs dizaines de documents concernant ce dossier. Il revient maintenant au ministre de la défense Hervé Morin de suivre ou non l'avis de la CCSDN. Ce sont plus de 200 pages de documents que la juge Sophie Clément pourrait pouvoir consulter, notamment les « journaux de marches et des opérations » de plusieurs unités militaires françaises, dont certaines basées à Djibouti[2].

- 30 août 2007 : Conversation téléphonique de Mohamed Saleh Aloumekani avec un général djiboutien. Il veut négocier son retour à Djibouti et souhaite des garanties. Il dit : « on peut laisser tomber les blancs et arrêter l'affaire... »

- 13 septembre 2007 : Une lettre du service des pensions du ministère du Budget adressée à Madame Borrel, réévalue pour la première fois la pension qu'elle perçoit depuis la disparition de son mari. Le ministère requalifie la mort du magistrat « en service commandé » et plus en suicide, donnant droit à sa veuve à la totalité du salaire de son mari jusqu'à la majorité de ses enfants. Cette réévaluation est rétroactive.

- 12 novembre 2007 : Les résultats des expertises ADN sur le présumé assassin de Bernard Borrel, Hamouda Hassan Adouani, sont négatives. Seul Le Figaro relaye l’information.

- 11 décembre 2007 : Visite officielle en France du président de la république de Djibouti, Ismaël Omar Guelleh. Ni la juge Clément, ni Madame Borrel et ses avocats ne se manifestent comme ils l'avaient fait précédemment à deux reprises pour entendre le président djiboutien.

## 2008
- 4 juin 2008: Arrêt de la Cour internationale de justice, Certaines questions concernant l’entraide judiciaire en matière pénale (Djibouti c. France)

## 2009
À la suite de la publication d'un article sur un site d'information , une autre piste est envisagée : « les gadaboursistes ».